# لوفت‌هانزا سیستمز
لوفت‌هانزا سیستمز (انگلیسی: Lufthansa Systems) شرکت فناوری اطلاعات آلمانی است، که در سال ۱۹۹۵ تأسیس شد.